# Diego Vázquez de Coronado y Rodríguez del Padrón
Diego Vázquez de Coronado y Rodríguez del Padrón (¿Santiago de Guatemala?, ca. 1590-Capitanía General de Guatemala, 1660) fue el cuarto adelantado de Costa Rica desde 1624, título que heredó de su hermano mayor Juan Vázquez de Coronado y Rodríguez del Padrón. También ejerció el cargo de alcalde ordinario de la ciudad de Cartago desde 1655 hasta 1656.

## Biografía

### Origen familiar y primeros años
Diego Vázquez de Coronado y Rodríguez del Padrón había nacido hacia 1590, posiblemente en la ciudad de Santiago de Guatemala —hoy Antigua Guatemala— siendo hijo del segundo adelantado Gonzalo Vázquez de Coronado y Arias Dávila y Ana Rodríguez del Padrón.
Debió haber llegado a la gobernación de Costa Rica a corta edad con su padre, en el año 1600.

### Matrimonio y descendencia
Diego Vázquez de Coronado se unió en matrimonio en 1623 en la ciudad de Cartago con Francina de Melgarejo, una hija de Alonso del Castillo y Guzmán, 15.º gobernador de Costa Rica, y de Ana de Hoces y Vega.
De este matrimonio nacieron dos hijas:
- Agustina Vázquez de Coronado y Melgarejo[2] (n. ca. 1624) que se casó con Francisco Núñez-Temiño,[2] corregidor de Monimbó,[2] para concebir una única hija llamada María Núñez-Temiño y Vázquez de Coronado[2][4] quien al enlazarse en primeras nupcias con Juan Fernández de Salinas y de la Cerda[2][4] (f. 1674), 22.º gobernador de Costa Rica[2] desde 1650 hasta 1659, le fue cedido el título por su abuelo pero por ser mujer quedó como adelantada consorte y nominal de Costa Rica[2] desde 1656 hasta 1675,[4] año en que recién fuera reconocido por el rey a su marido, que falleció alrededor de 1685. Por no haber tenido hijos con Fernández de Salinas ni con su segundo esposo Agustín Rodríguez de la Gala, en 1716 cedió el título a su sobrino segundo Diego Vázquez de Montiel,[4] V adelantado titular de Costa Rica.[4]

- Gertrudis Vázquez de Coronado y Melgarejo[2] (n. ca. 1630) que se unió en matrimonio con Pedro de Ocón y Trillo y Obregón,[2] un hijo del gobernador costarricense Juan de Ocón y Trillo,.[2] Con él tuvo a fray Pedro de Ocón y Trillo y Vázquez de Coronado, religioso franciscano, fallecido en 1716, y aa María de Ocón y Trillo y Vázquez de Coronado[4] (fallecida ya en 1716) quien casó con Diego Márquez de Montiel[4] y tuvo con él un hijo único,[4] Diego (nacido el 12 de mayo de 1577), cesionario en 1716 del título de adelantado de Costa Rica.[4]

Diego Vázquez tuvo además una hija extramatrimonial llamada igual que su hija primogénita:
- Agustina Vázquez de Coronado,[5] que se enlazó en Madrid[5] con Antonio del Barco y Aguado,[5] siendo las segundas nupcias[5] de este ya que estuvo casado con María de Sotomayor.[5]

## Adelantado de Costa Rica
Heredó el título de adelantado cuando su hermano mayor, Juan Vázquez de Coronado y Rodríguez del Padrón, falleció sin hijos legítimos en el año 1624. En 1656 cedió el título a su nieta María Núñez-Temiño y Vázquez de Coronado y a su esposo Juan Fernández de Salinas y de la Cerda, gobernador de Costa Rica, aunque documentalmente lo hizo por escritura firmada en la ciudad costarricense de Aranjués, recién el 1 de marzo de 1660.

### Cargos públicos y otras actividades
Fue dueño de haciendas en las vecindades de Esparza, ciudad de cuyos diezmos fue rematario en 1653. En 1655 y 1656 desempeñó el cargo de alcalde ordinario de Cartago.[cita requerida]

### Fallecimiento
El adelantado Diego Vázquez de Coronado y Rodríguez del Padrón falleció entre los meses de abril a diciembre del año 1660 y con él se extinguió la descendencia masculina de los adelantados en Costa Rica.